# Szentadorjáni-patak
A Szentadorjáni-patak a Zala vármegyei Lispeszentadorján közigazgatási területének déli részén, erdős tájon ered, a település Lispe falurésze felett.  Útját észak-északnyugati irányban folytatva keresztezi Lispe lakott térségét és a 7537 számú összekötő utat, majd a nevét adó Szentadorján falurész előtt dél-délnyugat felé éles kanyart vesz, így ismét elhalad az előzőekben említett összekötő út alatt is. A 7541 számú úttal párhuzamosan, annak hol egyik, hol másik oldalán haladva éri el Kiscsehi házait, de ezt megelőzően még vize a jobbról érkező Maróci-patakkal is bővül. Ezen község közigazgatási területén belül, de a keleti oldalról torkollik bele a Budafai-patak. Mielőtt eléri Szentmargitfalva lakott területét, áthalad Csörnyeföld közigazgatási területén is, és a házakat elhagyva is a két falu közigazgatási határa közelében halad, egész addig, amíg a Csörnyefölddel 15 évig egy községet alkotó Muraszemenye külterületére nem ér. Itt az Aligvár falurész mellett keresztezi a 7538-as utat, majd veszi fel jobbról a Csehi-patak vizét, s halad át az M70-es, s aztán a 75149-es út alatt, míg végül Alsószemenye falurész közelében balról beletorkollik a Murába.
A Szentadorjáni-patak vízgyűjtő területe a Nyugat-dunántúli Vízügyi Igazgatóság (NYUDUVIZIG) működési területéhez tartozik.

## Mellékvízfolyások
- Maróci-patak
- Budafai-patak
- Csehi-patak

## Part menti települések
- Lispeszentadorján
- Kiscsehi
- Szentmargitfalva
- Muraszemenye